# Нижние Черни
Нижние Черни — хутор в Котельниковском районе Волгоградской области. В составе Пимено-Чернянского сельского поселения.
Население - 379 (2010)

## История
Дата основания не установлена. На карте 1840 года обозначен как хутор Чернянский. В 1859 году в хутор Чернянском имелось 26 дворов, проживало 149 душ мужского и 145 женского пола. Впоследствии, вероятно, после выделения верхней части хутора в самостоятельный населённый пункт получил название хутор Нижне-Чернявский. Хутор относился к юрту станицы Верхне-Курмоярской.
Согласно данным первой Всероссийской переписи населения 1897 года в хуторе Нижне-Чернявском проживало 209 душ мужского и 243 женского пола.  Согласно алфавитному списку населённых мест Области войска Донского 1915 года в хуторе имелось 66 дворов, проживало 181 душа мужского и 225 женского пола, имелись хуторское правление, приходское училище
С 1935 по 1950 года хутор входил в состав Пимено-Чернянского сельсовета Котельниковского района Сталинградского края (с 1936 года - Сталинградской области).

## Физико-географическая характеристика
Хутор расположен в степной местности в пределах западной покатости Ергенинской возвышенности, относящейся к Восточно-Европейской равнине, на правом берегу реки Аксай Курмоярский), на высоте около 60 метров над уровнем моря. Рельеф местности холмисто-равнинный, осложнён балками и оврагами. Почвенный покров комплексный: распространены солонцы (автоморфные) и каштановые солонцеватые и солончаковые почвы.
По автомобильным дорогам расстояние до областного центра города Волгограда (до центра города) составляет 200 км, до районного центра города Котельниково - 34 км, до административного центра сельского поселения хутора Пимено-Черни - 4,8 км.
Часовой пояс
Нижние Черни, как и вся Волгоградская область, находится в часовой зоне МСК (московское время). Смещение применяемого времени относительно UTC составляет +3:00.

## Население
| 2002 |
| ---- |
| 371  |

| 1859 | 1897 | 1915 | 2010 |
| ---- | ---- | ---- | ---- |
| 294  | ↗452 | ↘406 | ↘379 |